# Franklin D. Roosevelt (Schiff)
| Franklin D. Roosevelt (CV-42) nach erfolgter Modernisierung |                                                                       |
| Laufbahn                                                    | USN Jack                                                              |
| Kiellegung:                                                 | 1. Dezember 1943                                                      |
| Stapellauf:                                                 | 29. April 1945                                                        |
| Indienststellung:                                           | 27. Oktober 1945                                                      |
| Außerdienststellung:                                        | 30. September 1977                                                    |
| Verbleib:                                                   | Zerlegt                                                               |
| Technische Daten                                            |                                                                       |
| Wasserverdrängung:                                          | 45.000 – 65.000 ts                                                    |
| Länge:                                                      | 295 m                                                                 |
| Breite:                                                     | 34 m (Wasserlinie)                                                    |
| Tiefgang:                                                   | 10 m                                                                  |
| Antrieb:                                                    | - 12 Dampfkessel - 4 Dampfturbinen mit 212.000 PSw auf vier Schrauben |
| Geschwindigkeit:                                            | 33 Knoten (61 km/h)                                                   |
| Besatzung:                                                  | 4.500+                                                                |

Die USS Franklin D. Roosevelt (CV-42) war ein Flugzeugträger der United States Navy. Sie gehörte der Midway-Klasse an und wurde nach US-Präsident Franklin Delano Roosevelt benannt.

## Geschichte
Nach der Kiellegung Ende 1943 lief das Schiff am 29. April 1945 bei New York Shipbuilding vom Stapel und wurde dabei auf den Namen USS Coral Sea getauft. Erst 9 Tage später benannte man es zu Ehren des Mitte April 1945 verstorbenen Präsidenten um und der dritte Träger der Midway-Klasse wurde zur Coral Sea. Die erste Fahrt des im Oktober 1945 in Dienst gestellten Schiffes führte die Franklin D. Roosevelt unter anderem nach Brasilien, wo sie in Rio de Janeiro festmachte und die USA bei der Amtseinführung von Präsident Eurico G. Dutra repräsentierte. Später im Jahr 1946 befuhr das Schiff karibische und dann europäische Gewässer und Häfen. Bereits 1947 wurde der Träger wieder eingedockt. In der Norfolk Naval Shipyard wurden einige Verbesserungen am Schiff installiert. 1948 folgte die nächste Verlegung ins Mittelmeer.
1950 gingen auf der Franklin D. Roosevelt erstmals auf einem Schiff der US Navy Atomwaffen auf See, ein Konzept, das die US-Streitkräfte wenige Jahre zuvor mit der Suspendierung des Baus der USS United States (CVA-58) noch bekämpft hatten. In den folgenden Jahren operierte der Träger vor der Ostküste der USA und wiederum im Mittelmeer. 1954 wurde sie schließlich in der Puget Sound Naval Shipyard eingedockt, um das Service Life Extension Program zu durchlaufen. Während dieser Maßnahme wurde ihr gesamtes Flugdeck neu gestaltet. Die Kosten für den Umbau lagen bei 48 Mio. US-Dollar. Erst am 6. April 1956 wurde das Schiff wieder zu Wasser gelassen.
In den folgenden Monaten fanden erst Erprobungsfahrten statt, 1957 dann Katapult- und Flugzeugtests. Im Golf von Maine feuerte die Navy vom Flugdeck der Franklin D. Roosevelt zu Testzwecken eine SSM-N-8A Regulus ab. Später fuhr das Schiff wiederum im Mittelmeer.
Von August 1966 bis Januar 1967 führte die Franklin D. Roosevelt das einzige Mal eine Einsatzfahrt im Pazifik durch. Ihr Carrier Air Wing flog Angriffe während des Vietnamkrieges. Der Träger hatte Opfer zu beklagen, als am 4. November 1966 ein Feuer an Bord sieben Besatzungsmitglieder tötete.
Im Juli 1968 wurde die Franklin D. Roosevelt, wiederum in der Norfolk Navy Shipyard, einer kleinen Überholung unterzogen. Nachdem bei ihrem Schwesterschiff Midway erhebliche Kostenüberschreitungen bei der Modernisierung aufgelaufen waren, sparte die Navy hier Gelder ein. Im Januar 1970 kehrte die Franklin D. Roosevelt ins Mittelmeer zurück. Als 1973 der Jom-Kippur-Krieg ausbrach, befand sich der Träger, zusammen mit der Independence und der Guadalcanal auf Station, um eventuell notwendige Evakuierungen durchführen zu können.
Die Franklin D. Roosevelt befand sich Mitte der 1970er Jahre in so schlechtem Erhaltungszustand, dass sie letztlich 1977 außer Dienst gestellt wurde. Sie wurde durch die neue Dwight D. Eisenhower der Nimitz-Klasse ersetzt. Das Schiff wurde daher ab 1980 in Kearny, New Jersey, verschrottet.